# Max Jakob Friedländer
Max Jakob Friedländer (5. juni 1867 i Berlin – 11. oktober 1958 i Amsterdam) var en tysk kunsthistoriker.
Friedländer uddannedes ved universitetetene i Leipzig og München. Han blev blev Dr. phil. og anden direktør ved Kaiser Friedrich-Museet i Berlin og 1908 direktør for Kobberstikkabinettet i Berlin.
Blandt hans værker må nævnes: Altdorfer (1891), Meisterwerke der altniederländischen Malerei (1903), Von Eick bis Brueghel med flere.